# Sexiled
Sexiled: My Sexist Party Leader Kicked Me Out, So I Teamed Up with a Mythical Sorceress! (女だから、とパーティを追放されたので伝説の魔女と最強タッグを組みました Onna dakara, to Party wo Tsuihou Sareta no de Densetsu no Majo to Saikyou Tag wo Kumimashita) ist eine Light-Novel-Reihe von Ameko Kaeruda, die seit 2018 in Japan im Magazin Overlap Comics des Verlegers Overlap erscheint. Bis November 2020 erschienen zwei Bände in physischer Form. In Nordamerika erscheint die Light Novel über den Verleger J-Novel Club in englischer Sprache.
Der Roman erzählt die Geschichte von der Abenteuerin Tanya Artemiciov, die aufgrund sexistischer Motive des Anführers aus ihrer Abenteurergruppe ausgeschlossen wird und sich daraufhin mit einer mystischen Magierin zusammenschließt, um sich an dem Gruppenführer zu rächen.
Der Manga- und Light-Novel-E-Book-Store BookWalker listete Sexiled in seiner Liste der 50 meistverkauften Manga- und Light-Novel-Serien des Jahres 2019.

## Handlung
Tanya Artemiciov ist eine talentierte Abenteurerin der Magie-Klasse und Teil einer Abenteurergruppe. Eines Tages wird sie, weil sie eine Frau ist und demnächst heiraten wird, vom Anführer aus der Gruppe rausgeschmissen. Völlig durch den Wind und voller Wut, beschließt sie, in eine Wüstenregion zu gehen und dort Gegenstände in die Luft zu jagen. Dabei befreit sie versehentlich die mystische Hexe Laplace, die vor 300 Jahren versiegelt wurde. Es stellt sich schnell heraus, dass die als „böse Hexe“ verschriene Laplace in Wahrheit wirklich „cool“ ist. Laplace möchte eine eigene Abenteuergruppe gründen und Tanya möchte sich an ihrer ehemaligen Gruppe rächen. Also schließen sich beide Frauen zusammen.

## Hintergrund
Die Autorin Ameko Kaeruda ließ sich beim Verfassen der Light-Novel-Reihe unter anderem von dem im August 2018 aufgedeckten Skandal an der Tokyo Medical University inspirieren ließ. Im Zuge der Enthüllungen wurde bekannt, dass Prüfer der Universität seit dem Jahr 2006 Prüfungsergebnisse von Aufnahmeprüfungen weiblicher Bewerber systematisch gefälscht und diese dadurch massiv benachteiligt zu haben.

## Veröffentlichungen
Die Light Novel erscheint seit August 2018 auf der Online-Plattform Shōsetsuka ni Narō und später bei Overlap Comics des Verlegers Overlap in Japan. Diese wurden ab dem 25. Februar 2019 in zwei Bänden in physischer Form herausgegeben. Seit Oktober 2019 erscheint beim US-amerikanische Verlag J-Novel Club eine englischsprachige Fassung.
In der 18. Ausgabe des Magazins Weekly Shonen Sunday des Verlages Shōgakukan im Jahr 2021 wurde angekündigt, dass am 12. April 2021 eine Umsetzung als Web-Manga durch Seto Ririura auf der Plattform Sunday Webry startet.

## Rezensionen und Erfolge
Kim Morrissy von der Plattform Anime News Network zeigte sich von den beiden Romanen angetan. Auch wenn die Ausgangssituation an Werke wie Tate no Yūsha no Nariagari oder Kaifuku Jutsushi no Yarinaoshi erinnern, hebe sich Sexiled durch seinen Humor ab. Sie befand, dass die Charaktere im Gegensatz zu den beiden anderen genannten Werken nicht nur persönliche Kränkungen „verarbeiten“, sondern stattdessen das Problem systematischer Unterdrückung von Frauen weltweit kritisieren. Mitchel Lineham verglich die Geschehnisse der Light Novel mit denen des Skandals an der Tokyo Medical University, von dem sich die Autorin inspirieren ließ. Er beschreibt, dass die beiden Protagonistinnen einfach zu mögen seien, das Werk eine lustige Geschichte habe und dennoch ein ernsthaftes Thema aufgreife und dieses wirkungsvoll bearbeite.
Im Dezember 2019 veröffentlichte der Light-Novel- und Manga-E-Book-Store BookWalker eine Liste mit den 50 meistverkauften Werken des Unternehmens. Sexiled erreichte dort Platz 29 und konnte sich auf der Plattform häufiger verkaufen als Werke wie Sword Art Online, The Rising of the Shield Hero oder Meine Wiedergeburt als Schleim in einer anderen Welt, die allesamt eine Umsetzung als Anime erhielten. Im Jahr 2020 erreichte Sexiled abermals den 29. Platz der 50 meistverkauften Werken des E-Book-Store Bookwalker.